# Woretemoeteryenner
Woretemoeteryenner auch bekannt als Pung (* um 1795 in Cape Portland, Tasmanien; † 13. Oktober 1847 in Perth (Tasmanien)) war eine Vorfahrin tasmanischer Aborigines.

## Leben und Werk
Woretemoeteryenner, auch bekannt als Pung, Bung und Margaret, wurde Mitte der 1790er Jahre in der Region Cape Portland im Nordosten von Van Diemens Land (heute Tasmanien) als die Tochter des Anführers des Kap-Portland-Volkes, Mannalargenna, geboren.

### Palawa
Die tasmanischen Aborigines bezeichneten sich als Palawa, was der Name des ersten Mannes war, der von einem Schöpfungsgeist aus einem Känguru erschaffen wurde.
Die Enteignung der Palawa begann mit der Ankunft der Europäer.  1797 wurden die Engländer bei ihren Entdeckungstouren auf die reiche Robbenpopulation der Furneaux-Inseln aufmerksam. 1802 befanden sich rund zweihundert europäische Männer auf den Inseln der Bass-Straße und einige von ihnen begannen, Aborigines als Konkubinen und Arbeiterinnen zu entführen. Die europäische Invasion in Tasmanien begann 1803 mit Siedlungen in Risdon Cove und 1804 in Port Dalrymple.

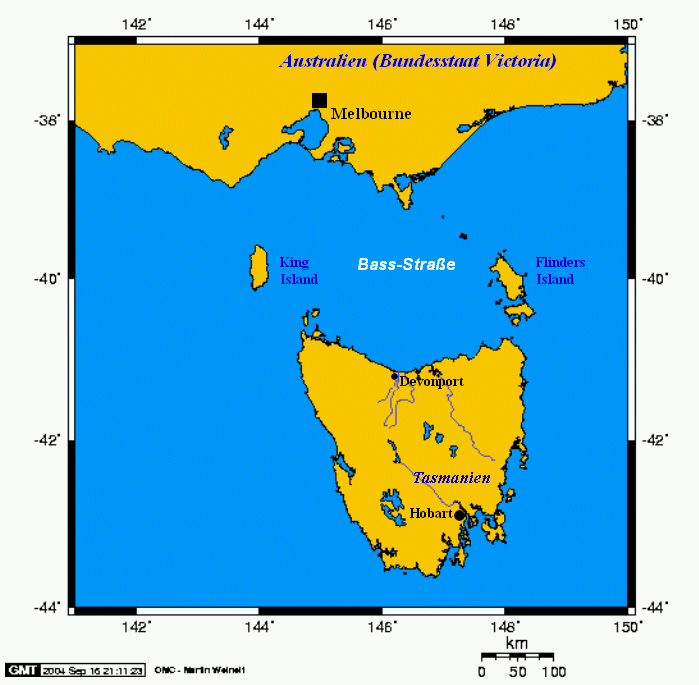
Tasmanien und Bass-Strasse mit Flinders Island

1810 lebte Woretemoeteryenner auf den Inseln der  Bass-Straße wahrscheinlich mit dem Robbenjäger George Briggs zusammen, der 1805 als Vierzehnjähriger aus England angekommen war. Da Briggs mit Mannalargenna gute Beziehungen hatte, war Woretemoeteryenner Teil einer ursprünglich kooperativen Beziehung zwischen den Robbenjägern und den Palawa.  Um 1812 wurde ihre Tochter Dalrymple geboren, die im Alter von sieben Jahren bei dem Arzt der Siedlung Jacob Mountgarrett gemeldet war und als Adoptivkind christlich erzogen wurde. Ihre zweite Tochter Eliza wurde ungefähr 1817 geboren, 1818 eine weitere Tochter Mary. Sowohl Eliza als auch Mary starben in der Kindheit. Um 1819 bekam sie eine vierte Tochter, mit der sie in der Nähe von Port Dalrymple von einer Gruppe Aborigines angegriffen und das Kind in ein Feuer geworfen wurde. Obwohl sie das Kind aus dem Feuer retten konnte, starb das Kind trotz ärztlicher Hilfe von Mountgarrett. 1820 wurde ihr fünftes Kind John geboren. Danach wurde sie von Briggs an einen anderen Robbenfänger verkauft.
Bis dahin waren die Robbenkolonien der Furneaux-Inseln erschöpft und die Robbenjäger reisten weiter. 1825 war Woretemoeteryenner mit den Robbenfängern auf dem Weg zu der Insel  Saint Paul und der Amsterdam-Insel im Indischen Ozean. Da der Schiffskapitän wegen schlechten Wetters nicht anlegen konnte, ließ er einen Teil der Gruppe, darunter Frauen und Kinder der Aborigines, in Rodrigues zurück. Als das Schiff nicht zurückkehrte, reiste diese Gruppe auf das nahe gelegene Mauritius, wo die Behörden schließlich die Rückführung der drei überlebenden Frauen veranlassten, darunter Woretemoeteryenner und ein Kind.

### Wybalenna Aboriginal Establishment
1827 fand Woretemoeteryenner bei ihrer Rückkehr nach Tasmanien die Palawa in einem Widerstandskrieg gegen den Kolonialismus. 1830 erhielt der englische Prediger George Augustus Robinson die Aufgabe, eine versöhnliche Mission zu leiten, um die überlebenden Palawa davon zu überzeugen, ihren Kampf aufzugeben. Im Gegenzug wurde ihnen die Freiheit versprochen und dass sie ihren traditionellen Lebensstil auf den Inseln der Bassstraße fortsetzen konnten. Dieses Versprechen wurde jedoch nicht erfüllt, stattdessen wurden sie in das Wybalenna Aboriginal Establishment auf Flinders Island deportiert. Dort kamen lediglich 220 Palawa an, die anderen 80 waren auf dem Transport verstorben. Sie hatten sich einer europäischen Lebensweise zu unterwerfen und wurden christianisiert, starben aber mehrheitlich an Depressionen, Alkoholismus und Krankheiten.
Woretemoeteryenner lebte mit Robbenjägern auf Penguin Island, als sie 1830 von Robinsons Männern abgeholt und in die Regierungssiedlung auf Gun Carriage Island (seit 1842 Vansittart Island) gebracht wurde, bevor sie 1832 nach Wybalenna geschickt wurde. Die Aborigines erhielten in Wybalenna englische Namen und Woretemoeteryenner wurde in Margaret umbenannt. 1840 gab Robinson an, dass Woretemoeteryenner wahrscheinlich Philip (Noowerer), einen Mann aus der Gegend von Campbell Town als Ehemann hatte, der 1839 in Wybalenna gestorben war.
1841 beantragte Dalrymple, die mit dem Ex-Sträfling Thomas Johnson zusammenlebte, beim Kolonialamt die Freilassung ihrer Mutter aus Wybalenna. 1841 erhielt diese die Erlaubnis, das Wybalenna Aboriginal Establishment auf Flinders Island zu verlassen, um mit ihrer Tochter Dolly Dalrymple und ihrem Schwiegersohn in Perth, Tasmanien, zu leben, wo sie 1847 im Haus ihrer Tochter verstarb.
Eine Woche später wurde Wybalenna geschlossen und die verbleibenden 47 Personen, einschließlich der überlebenden Schwestern von Woretemoeteryenner, sollten nach Oyster Cove, im Süden Tasmaniens gebracht werden. Allerdings erreichten nur 44 Tasmanier diesen Ort.